# Eduardus Kalle
Eduardus Kalle (Stoppeldijk, 4 april 1894 – Sluiskil, 16 februari 1969) was een Nederlands nationaalsocialistisch politicus. Hij was lid van de NSB.
Kalle was van 1 mei 1943 tot de bevrijding in september 1944 NSB-burgemeester van Westdorpe. Zijn voorganger Camille van Hootegem werd door de Duitsers afgezet en volgde hem na de bevrijding onmiddellijk weer op.
Kalle stond niet bekend als fanatiek nationaalsocialist. Hij zou eerder uit opportunisme en om ‘theoretische redenen’ voor de NSB hebben gekozen. Na de bevrijding van Westdorpe in september 1944 vluchtte hij naar het noorden van Nederland, waar hij al snel zijn NSB-lidmaatschap opzegde. In 1945 verscheen Kalle wel voor een tribunaal in Goes. Niet bekend is of hij veroordeeld is.
Kalle werkte na de oorlog als winkelier en krantencolporteur.